# Windlesham
Windlesham is een civil parish in het bestuurlijke gebied Surrey Heath, in het Engelse graafschap Surrey met 16.775 inwoners.

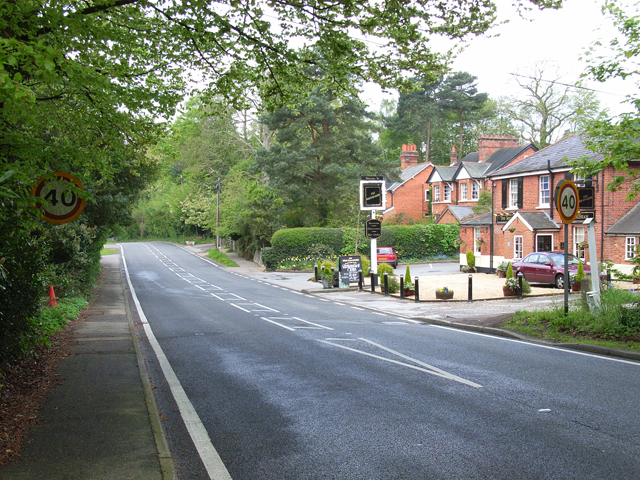
Chertsey Road